# Автоокиснення
Автоокиснення (рос. автоокисление, англ. autooxidation)  
- 1.  Окиснення  речовини RH з  участю  сполук (найчастіше

пероксидів  чи  гідропероксидів  як ін.ціаторів),  що  утворюються  з  тієї  ж  сполуки  або  з ін.ої,  присутньої  в  суміші, внаслідок радикальної реакції з киснем за схемою:  
ROOH → RO• + HO•,  
RO• + RH → ROH + R•, 
HO• + RH → HOH + R•,  
R• + O2 → ROO•,  
ROO• + RH → ROOH + R•,  
ROO• + ROO• → неактивні продукти. 
- 2.  Більш  загально — самочинне  окиснення  речовин,  спричинене  контактом  з  повітрям.  Пр.,  іржавіння,  утворення  пероксидів у етерах при їх тривалому зберіганні.